# För kung och fosterland (musikalbum)
För kung och fosterland är det andra studioalbumet av Björn Afzelius, släppt 1976.
Skivan var mer rock-orienterad än debutalbumet Vem är det som är rädd? (1974). Jan Erik Fjellströms och Bengt Holmqvists sologitarrer hade en framträdande position i ljudbilden. Tekniker var Johannes Leyman. Plattan blev mycket populär och bland annat Aftonbladet korade albumet till "Årets platta". Albumet sålde i 35 000 exemplar.[källa behövs] Skivan var inspelad kort efter att Hoola Bandoola Band lade ner och de flesta av skivans musiker är från gruppen. Cornelis Vreeswijk var en av dem som gav lovord åt albumet.[källa behövs]

## Mottagande
För kung och fosterland finns med i boken Tusen svenska klassiker.

## Låtlista
Text och musik av Björn Afzelius.
Sida ett
1. "Du är aldrig ensam" - 3:20
2. "Ulf brännare" - 5:16
3. "Doktor hjälplös" - 5:07
4. "Så vill jag bli" - 5:37

Sida två
1. "Strejkmöte!" - 6:06
2. "Fröken Julie" - 3:44
3. "För kung och fosterland" - 6:03
4. "Rue Saint Denis" - 1:45

## Musiker
- Björn Afzelius - sång, akustisk gitarr
- Jan Erik Fjellström - elgitarr
- Arne Franck - elbas
- Bengt Holmqvist - elgitarr
- Per-Ove Kellgren - trummor
- Povel Randén - piano, sång

## Listplaceringar
| Lista (1976-1977) | Topplacering |
| ----------------- | ------------ |
| Sverige           | 28           |

### Fotnoter
1. ↑  ”'För kung och fosterland”. Discogs.com. http://www.discogs.com/Bj%C3%B6rn-Afzelius-F%C3%B6r-Kung-Fosterland/release/2657262. Läst 13 januari 2013.
2. 1 2  Gradvall et al (2009), #459
3. ↑  ”Svensk mediedatabas (SMDB)”. smdb.kb.se. https://smdb.kb.se/catalog/id/001548804. Läst 6 april 2021.
4. ↑  Placeringar på den svenska albumlistan